# 대한민국 원자력청
원자력청(原子力廳)은 원자력의 연구·개발·생산·이용관리 등을 관장하는 대한민국의 옛 중앙행정기관이다. 1967년 3월 30일 발족하였으며 1973년 1월 15일 폐지되었다.

## 설치 근거 및 소관 업무
- 정부조직법 [법률 제1948호, 1967.03.30 일부개정] 제3조[2]

## 연혁
- 1956년 3월 - 문교부 기술교육국 원자력과를 설치.
- 1959년 1월 21일 - 원자력과를 원자력원으로 개편.
- 1967년 3월 30일 - 원자력원을 확대하여 과학기술처의 외청으로 원자력청을 설치.
- 1973년 1월 15일 - 원자력청을 폐지하고 과학기술처 원자력국으로 개편.

## 역대 청장

### 원자력청장
| 공화국      | 대수     | 이름           | 임기                    | 출신지    | 출신학교      | 비고                             |
| ----------- | -------- | -------------- | ----------------------- | --------- | ------------- | -------------------------------- |
| 제 3 공화국 | 직무대리 | 성좌경(成佐慶) | 1967년 4월 ~ 1967년 6월 | 경기 양평 | 일본 도쿄공대 | 과학기술처 장관&한국화학연구원장 |
| 제 3 공화국 | 초대     | 성좌경(成佐慶) | 1967년 6월 ~ 1968년 9월 | 경기 양평 | 일본 도쿄공대 | 과학기술처 장관&한국화학연구원장 |
| 제 3 공화국 | 2대      | 안치열(安致烈) | 1968년 9월 ~ 1970년 2월 |           |               | 경희대 총장&방사선의약연구소장   |
| 제 3 공화국 | 3대      | 이상수(李相洙) | 1970년 2월 ~ 1971년 1월 | 함남 신흥 |               | 원자력연구소장&한국과학원장      |
| 제 3 공화국 | 4대      | 민수홍(閔壽泓) | 1971년 1월 ~ 1971년 7월 |           |               | 과학기술처 연구조정실장          |
| 제 4 공화국 | 5대      | 윤동석(尹東錫) | 1971년 7월 ~ 1973년 1월 |           |               |                                  |